# 毗濕奴·夏爾馬
毗湿奴·夏尔马（梵语：विष्णुशर्मन् / विष्णुशर्मा）是一位印度学者和作家，他是五卷书的作者。 许多学者认为克什米尔是他的出生地。歷史上是否真的有這個人則存在爭議。